# Acanthobrama hulensis
Acanthobrama hulensis är en fiskart som först beskrevs av Goren, Fishelson och Trewavas, 1973.  Acanthobrama hulensis ingår i släktet Acanthobrama och familjen karpfiskar. Inga underarter finns listade i Catalogue of Life.